# Tyrannochthonius charon
Tyrannochthonius charon és una espècie d'aràcnid de l'ordre Pseudoscorpionida de la família Chthoniidae.
És endèmic d'Alabama (Estats Units).